# Quarantore

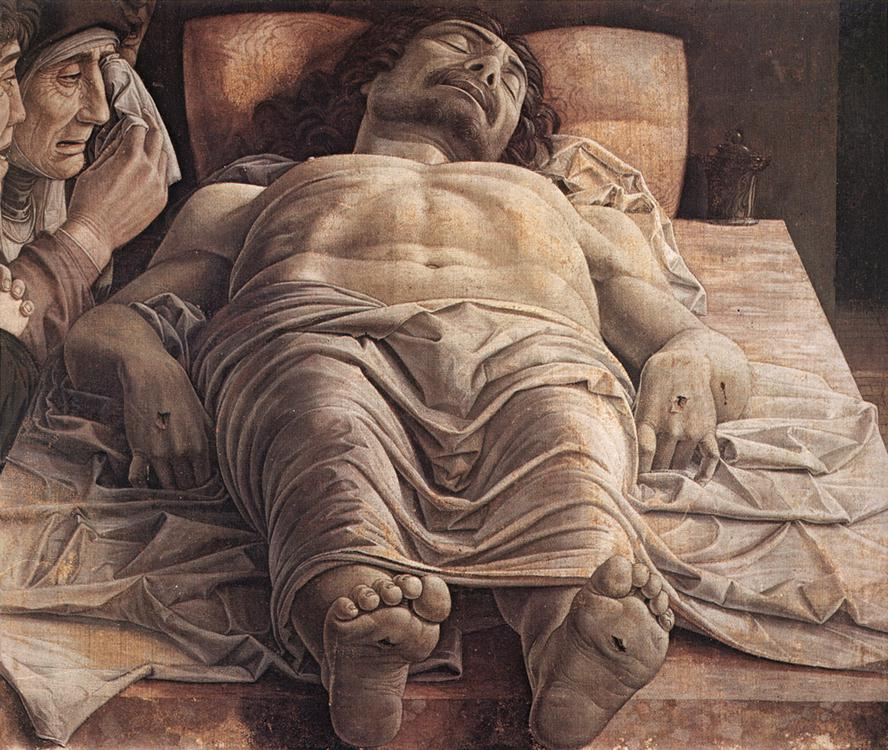
Andrea Mantegna, Cristo morto (1475-1478 ca.), Pinacoteca di Brera.

Nel cattolicesimo le Quarantore, o Quarant'ore, sono una pratica devozionale consistente nell'adorazione, per quaranta ore continue, del Santissimo Sacramento, visibile nell'ostensorio contenente l'Ostia consacrata, solennemente esposto sull'altare; il nome si richiama al periodo di tempo trascorso fra la morte (Venerdì santo) e la risurrezione (domenica di Pasqua) di Gesù.

## Celebrazione

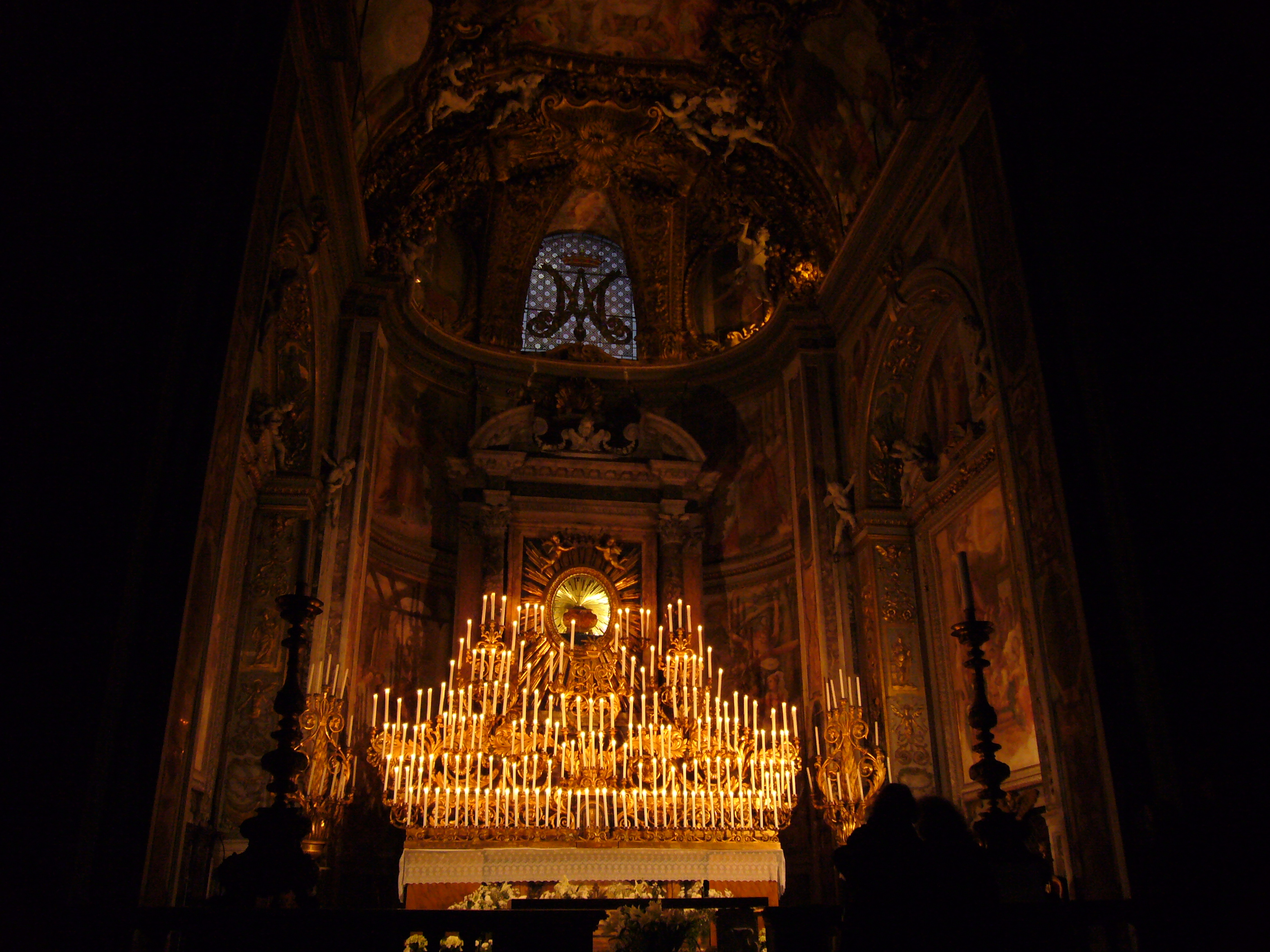
Roma, S. Maria dell'Orto, c.d. "Macchina delle quarant'ore"

La pratica religiosa viene compiuta non soltanto durante il Triduo Pasquale ma anche in altre particolari occasioni, come domenica delle palme e lunedì e martedì santo. L'uso più diffuso è forse l'esposizione dal pomeriggio della Domenica di Quinquagesima al martedì di carnevale, pratica introdotta a Milano da san Carlo Borromeo e rapidamente diffusasi per riparare ai molti peccati carnascialeschi.
L'altare in questa occasione deve essere preparato opportunamente: al centro la residenza, tronetto con l'ostensorio, con subito sotto quattro ceri, ai lati altri sei ceri (tre per parte) e, sotto, nel primo gradino altri candelieri o candelabri con una croce sopra al ciborio. L'intero altare deve inoltre essere addobbato con molti fiori e con tutte le luci e i candelieri che vi possono stare.

## Storia
Stando alla sinossi evangelica, l'intervallo temporale con il Nazareno morto e deposto dalla croce e con il prosieguo della sua opera redentiva durante la permanenza nel Santo Sepolcro non si sarebbe limitato alla giornata del Sabato Santo, poiché in realtà sarebbe durato 40 ore, dalle 3 del pomeriggio di Venerdì Santo all'alba di Pasqua, le 7 del mattino della domenica di risurrezione (o risuscitamento). Ciò spiegherebbe l'affermazione paolina secondo cui Cristo "fu sepolto ed è risuscitato il terzo giorno secondo le Scritture" (Prima lettera ai Corinzi 15, 3-4), affermazione ripresa e ribadita nel Credo Cristiano.
Il problema che la liturgia cristiana s'appoggi contemporaneamente a un calendario lunare, in cui il transito al nuovo giorno comincia alle 18 con lo spuntare del nostro unico satellite naturale, e a un calendario solare, che sancisce questo passaggio a mezzanotte, fa sì che le Quarantore vengano considerate parte della liturgia non solo del Sabato Santo ma pure del Venerdì Santo e della Pasqua, sovrapponendosi in tal modo ad altre funzioni quali l'Adorazione della Santa Croce e la Veglia pasquale.
Una simile sorta di scissione liturgica può avere un senso considerando che, nell'arco di queste 40 ore, per il diofisismo della dottrina cristiana Gesù Cristo è contemporaneamente morto come uomo e vivo in quanto Dio. Inoltre nella Bibbia il numero 40 ricorre quasi mezzo centinaio di volte, spesso come simbolo per indicare un periodo di prova e isolamento.
L'introduzione delle Quarantore è riferita alla Compagnia di San Benedetto Bianco a Firenze, nel 1385. Tra le prime regioni in cui si organizzarono le Quarantore ci furono l'Emilia (1546 a Bologna); le Marche (1542 a Recanati) e il Lazio (1548 a Roma). In letteratura sono presenti diverse testimonianze, come quella di Giovanni Verga nel 1881 all'inizio del primo capitolo dei Malavoglia, nella presentazione del capostipite :«Prima veniva lui [padron 'Ntoni], il dito grosso, che comandava le feste e le quarant'ore».